# 류숭인
류숭인(柳崇仁, 생년 미상 ~ 1592년)은 조선 중기의 무신이다. 본관은 문화(文化), 아버지는 류빈(柳濱)이다.

## 생애
1592년 임진왜란 당시 경상우도병마절도사(종2품)로 있었다. 9월 24일 사천현감 정득열, 가배양 권관 주대청과 함께 노현(창원군 동면 신방리 서쪽)에 주둔해 있었으나, 진주성으로 진격하던 2만 여명의 일본군에게 격퇴당했다. 류숭인은 창원성으로 퇴각했으나, 9월 27일에는 창원성마저 일본군에게 넘어갔다. 이 두 전투로 사망한 조선군은 1400 여명에 달했다.
후에 류숭인 남은 병력을 이끌고 진주성으로 갔으나, 진주목사(정3품) 김시민이 성 밖의 유숭인에게 말하길, "적병이 이미 어울렸으므로 성문을 엄하게 경계하고 있는데, 만약 조금이라도 열고 닫으면 창졸의 염려가 있을 것이니 주장은 밖에서 응원함이 옳습니다."라고 말하며 성문을 열어주지 않았고 진주성 외곽 전투에서 전사하였다.